# Neuendorf 21 (Quedlinburg)

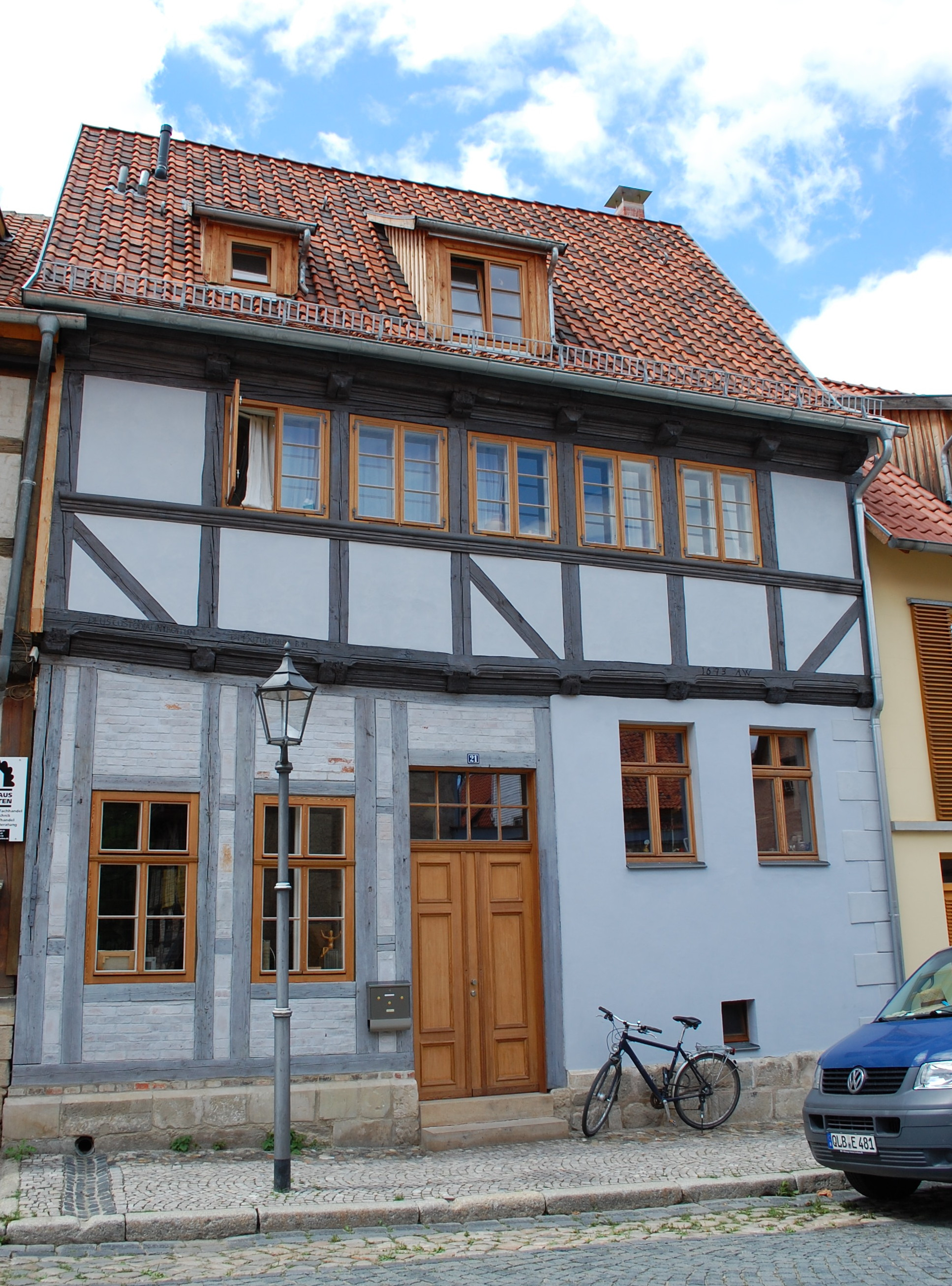
Neuendorf 21

Das Haus Neuendorf 21 ist ein denkmalgeschütztes Gebäude in der Stadt Quedlinburg in Sachsen-Anhalt. 

## Lage
Es befindet sich nordwestlich des Marktplatzes der Stadt auf der Westseite der Straße Neuendorf und gehört zum UNESCO-Weltkulturerbe. Das Gebäude ist im Quedlinburger Denkmalverzeichnis eingetragen. Südlich grenzt das gleichfalls denkmalgeschützte Haus Neuendorf 20 an.

## Architektur und Geschichte
Das zweigeschossige Fachwerkhaus entstand nach einer an der Stockschwelle befindlichen Inschrift im Jahr 1673 auf dem höchsten Punkt der Straße Neuendorf. In seiner Breite umfasst es neun Gebinde. Ursprünglich war es dreigeschossig ausgeführt. Die Gefache des Untergeschosses des barocken Gebäudes sind mit Zierausmauerungen versehen. Im Obergeschoss findet sich hingegen eine Ausmauerung mit Bruchsteinen.
Im 19. Jahrhundert wurde die Fassade durch eine Verputzung im Stil des Klassizismus umgestaltet. In der Zeit nach 1945 lebten zeitweise bis zu fünf Mietparteien im Gebäude. Ende des 20. Jahrhunderts befand sich das Haus in einem stark sanierungsbedürftigen Zustand. 1989 war der Abriss vorgesehen und wurde im Herbst des Jahres auch begonnen. Vor dem Hintergrund der politischen Wende erging jedoch ein Abrissstopp. Das Gebäude verfiel dann jedoch über 19 Jahre weiter. Es musste zur Straße hin und auch an der zu diesem Zeitpunkt nicht bebauten Nordseite durch externe Stützen stabilisiert werden. 
2008 erhielt die Ruine einen neuen Eigentümer, der den Wiederaufbau einleitete. Es erfolgte eine umfangreiche Sanierung des Gebäudes durch das Architekturbüro qbatur. Es entstand eine Wohnfläche von 160 m². Da das Haus über keine historischen Böden mehr verfügte, konnte in den Räumen eine Fußbodenheizung eingebaut werden. Auf der zum Hof ausgerichteten Dachfläche wurde eine solarthermische Anlage errichtet, die der Erwärmung des Brauchwassers dient. Als Heizung wurde eine Gas-Brennwerttherme installiert.